# Gaston Miron

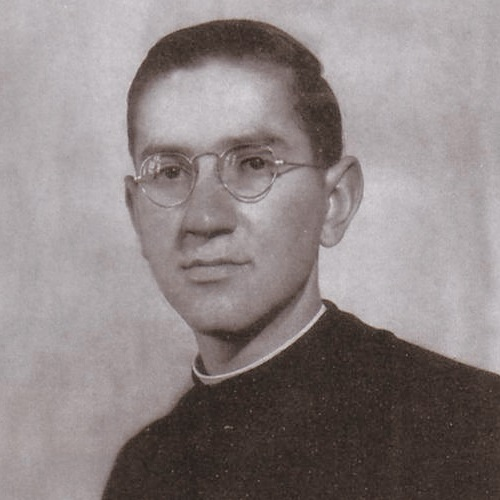
Gaston Miron (ca. 1945)

Gaston Miron (* 8. Januar 1928 in Sainte-Agathe-des-Monts/Québec; † 14. Dezember 1996 in Montreal) war ein kanadischer Verleger und Dichter französischer Sprache.

## Leben und Werk
Gaston Miron wuchs in Québec auf, verlor mit 12 Jahren seinen Vater und erlangte deshalb nur durch Eintritt in die Kongregation der Brüder vom Heiligsten Herzen Jesu den Zugang zur Bildung. Im Zuge einer Lebenskrise trat er 1947 wieder aus und beschloss Schriftsteller zu werden, musste sich aber unter härtesten Bedingungen in Montreal den Lebensunterhalt erkämpfen.
Mit fünf Gleichgesinnten gründete er 1953 den Verlag Éditions de l’Hexagone (hexagone=Sechseck=Frankreich), um den kanadischen Dichtern französischer Zunge in Québec ein Organ zu verleihen und sich gegen die Überfremdung durch das Englische (Amerikanische) zu behaupten. Er leitete den Verlag 30 Jahre lang. Seine eigenen Gedichte, die er bis dato vor allem rezitiert hatte, fasste er 1970 in einem Band zusammen (L’homme rapaillé), der, als er 1981 auch in Paris erschien, den Prix Guillaume Apollinaire erhielt. Bis zu seinem Tod überarbeitete Miron sein Buch, das in sieben Auflagen erschien und in acht Sprachen übersetzt wurde, nicht aber ins Deutsche. Als er 1996 im Alter von 68 Jahren starb, wurde er mit einem Staatsbegräbnis geehrt.
Als rebellischer Dichter der Stillen Revolution des Québec sah sich Miron in der Tradition von Rutebeuf, François Villon und Arthur Rimbaud.

## Werke
- L'Homme rapaillé. Presses de l‘Université de Montréal, Montreal 1970. 3. Auflage 1998, 2017. Maspero, Paris 1981.

### Handbuchliteratur
- Jean-Michel Maulpoix: Histoire de la littérature française. XXe. 1950/1990. Hatier, Paris 1991, S. 400.
- Jean-Marcel Paquette: MIRON, Gaston. In: Jean-Pierre de Beaumarchais, Daniel Couty und Alain Rey (Hrsg.): Dictionnaire des littératures de langue française. Auteurs. Ausgabe in 3 Bänden. Bordas, Paris 1984, S. 1513–1514.